# محمد مهدي كبة
الشَّيخ مُحمَّد مهدي كُبة (1900 - 27 مارس 1984) مُفكر وسياسي عراقي ونائب ووزير أسبق شغل منصب عضو مجلس السيادة عقب إعلان الجُمهوريَّة العراقيَّة في 14 تموز (يوليو) 1958. والده هو العلامة والفقيه والشاعر الحاج مُحمَّد حسن كُبة.

## سيرته ونسبه
هو محمد مهدي بن محمد حسن بن محمد صالح كبة، ولد في سامراء عام 1900، من أسرة (آل كبة) العربية التي تنتمي إلى قبيلة ربيعة. بدأ تعليمه القراءة والكتابة في إحدى مدارس سامراء، وفي عام 1917 انتقل مع أفراد أسرته إلى الكاظمية. وقد أكمل تحصيله في مدرسة الشيخ الخالصي الدينية، وتدرج في تثقيف نفسه تثقيفاً ذاتياً مستعيناً ببعض أفراد أسرته ممن كان لهم باع في علوم اللغة والأدب والدين، فنظم الشعر وشرع في ترجمة رباعيات الخيام نظماً وتعلم شيئاً من أصول اللغة وآدابها ومن الفقه والمنطق.

## نزعته الوطنية
وفي هذه المرحلة استفزته رياح الاحتلال البريطاني لبلاده، فتوقدت في نفسه الروح الوطنية، فأسهم في ثورة العشرين، وكان داعيةً نشطاً، فأخذ على عاتقه توزيع منشورات الثوار ومراسلاتهم، بالإضافة إلى نشره عدداً من نتاجاته في الأدب والسياسة في الصحف المحلية يوم ذاك، حيث تجلت فيها نزعته الوطنية والقومية التي عبر عنها بكل جرأة وصراحة.

## نشاطه السياسي
وفي أعقابها قام بتأسيس الجمعية الوطنية التي كانت تمثل جبهة المعارضة للسلطة آنذاك، بعدها اندمجت مع الحزب الوطني بزعامة جعفر أبو التمن ومولود مخلص وأحمد الشيخ داود ومحمد صدر الدين وعلي البازركان وآخرين، وكان أحد أعضائه النشطين. وفي عام 1935 أسهم الشيخ كبة في تأسيس نادي المثنى بن حارثة في بغداد، وانتُخِبَ نائباً لرئيسه صائب شوكت، وقد سجل فيه دوراً سياسياً ووطنياً وقومياً. وفي عام 1937 انتُخِبَ نائباً في مجلس النواب وأصبح عنصراً معارضاً ومناهضاً لكل المخططات التي تنال من حرية العراق واستقلاله، وقد اتخذ موقف المؤيد لكل القضايا الوطنية التي تهم العراق والشعب العربي، فأيّد ثورة مايس عام 1941 الذي نجم عنه غلق النادي من قبل السلطة والاستيلاء على بنايته كما أسهم في عدد من الجمعيات الوطنية منها جمعية (الجوال العربي) و (الدفاع عن فلسطين) و (نادي القلم).

## تأسيس حزب الاستقلال
وتوج نشاطه السياسي بتأسيس حزب الاستقلال في عام 1946 وأصدر جريدة (لواء الاستقلال) الناطقة باسم الحزب، التي كان ينشر فيها آراءه وأفكاره السياسية. وفي عام 1948 أصدر بياناً ضد معاهدة بورتسموث، كما تولى وزارة التموين في وزارة محمد حسن الصدر واستقال منها بنفس السنة، وتفرغ لشؤون الحزب.

## نشاطه القومي
وفي عام 1951 استنكر القضاء على المعارضة الوطنية في مراكش وطالب بإثارة ذلك في هيئة الأمم المتحدة. كما ناصر الثورة المصرية عام 1952 والشعب المصري في تصديهم للعدوان الثلاثي عام 1956 .

## ائتلاف حزبي الاستقلال والوطني الديمقراطي
وعندما حلت السلطات الأحزاب منتصف الخمسينات جرت مداولات بين حزب الاستقلال الذي يتزعمه والحزب الوطني الديمقراطي لتوحيد جهودهما تجاه ذلك، فتقدموا عام 1956 بطلب إلى وزارة الداخلية لتأسيس حزب سياسي باسم (المؤتمر الوطني) بهدف إبعاد العراق عن كل نفوذ أجنبي وضمان حياده وتأييد الخطوات التي تقوم بها الدول العربية لتحقيق تعاون أوسع فيما بينها ودعم الجامعة العربية.(5)

## عضويته في مجلس السيادة
في عالم 1958 حيث انبثاق الحكم الجمهوري بقيادة الزعيم عبد الكريم قاسم عين عضواً في مجلس السيادة الذي رأسه الفريق نجيب الربيعي، واستقال منه في السنة التالية ولم يلبث أن ترك المسرح السياسي بسبب الأجواء السياسية التي لم تكن تتفق وميوله وتوجهاته، وانصرف إلى كتابة مذكراته التي طبعت بعنوان (مذكراتي في صميم الأحداث) سجل فيها مسيرة حياته من 1918- 1958. وأشادت بمواقفه الوطنية والقومية كثير من الدراسات وتناولت شخصيته عدد من الرسائل الجامعية، توفي عام 1984.

## ترجمته لرباعيات الخيام
والشيخ محمد مهدي كبة هو أحد المترجمين لرباعيات الخيام، نظما وعن الأصل الفارسي، حيث تعلم اللغة الفارسية أثناء تواجده في مدينة سامراء التي نزح إليها والده العالم المجتهد الحاج محمد حسن كبة وسكنها سنة 1305 هـ طالبا للعلوم الدينية، حيث كانت آنئذٍ موئلا للعلوم الدينية ومقصداً لطلاب هذه العلوم من شتى الاقطار الإسلامية ولا سيّما الإيرانية منها، وبحكم اختلاطه بأبناء المغتربين من طلابها الذين كانت اللغة الفارسية هي اللغة الشائعة فيما بينهم، أتاح له تعلم هذه اللغة والإلمام بأدبياتها وقواعدها. وتعتبر ترجمته من أقدم التراجم العربية، حيث باشر بها منذ العشرينات من القرن الماضي، إلا أنه توقف عنها لفترة طويلة لانشغاله في الحياة السياسية ثم عاد ليكملها بعد تقاعده وأنجزها في السبعينات، إلا أنها لم ترى النور إلا حديثا حيث تم طبعها مؤخرا في مطابع بغداد.
ويقول عنها الأديب العراقي الراحل جعفر الخليلي: ((..وهي ترجمة مطابقة للأصل الفارسي كل المطابقة فضلا عن سلاسة الفاظها ووضوحها، وبعدها عن التعقيد الذي يقع فيه الكثير من المترجمين شعرا من لغة إلى أخرى بسبب صعوبة نقل الفكرة، وقيود الوزن والقافية. وأحسب أن الذين يعرفون آل كبة الذين يسعون دائما إلى أن يجمعوا إلى أعمالهم الدنيوية ثقافة أدبية جمعاً ربما ليس له انفكاك عند بعضهم، أقول وأحسب إن الذين يعرفون هذا عن هذه الأسرة لا يستكثرون الجمع بين الاشتغال بالسياسة والانغماس فيها وبين الأدب كما اجتمع عند الشيخ محمد مهدي كبة في ماضيه من السنين، وستكون هذه الترجمة خير معرّف أدبي لهذه الشخصية اللامعة لدى من لم يكن يعرف عن ماضيه غير الوجه السياسي المشرق الذي ينضح منه الجبين بأسمى فضائل الإنسانية وطهارة النفس والعفّة)).

## نماذج من الرباعيات
وفيما يلي نماذج من رباعيات الخيام التي ترجمها الشيخ محمد مهدي كبة نظماً:
```
رُبَّ ضَبـيٍ يَهـواهُ قَلبـي أغَـنٍّ.... راحَ يَهوى رَشاً غَريـراً أغَنّـا.... كيفَ أرجو لِبرئ دائي طَبيبـاً.... هو أضحـى بِمثـلِ دائي مُضَنّـى 
```

ـــــــــــــــــــــــــــــــــــــــــــــــــــــــــــــــــــــــــــــــــــــــــــــــــــــــــــــــــــــــــــــــــــــــــــــــــــــــــــــــ
```
أنـتَ صَـوّرتهـا مِثـال الحُسـ.... ـنِ ومِن أعيُن الوَرى تَجتليها.... ثـمّ تَقضـي بأن نَغُــضّ كَمَــن.... قالَ املِها ولا تَرِق ما فيهـا
```

ــــــــــــــــــــــــــــــــــــــــــــــــــــــــــــــــــــــــــــــــــــــــــــــــــــــــــــــــــــــــــــــــــــــــــــــــــــــــــــ
```
كيفَ أخشى ذَنباً وعَفوكَ ذُخري.... أو طَريقاً يَنـأى وبِرُّكَ زادي.... وإذا ابيَـضّ لي بلُطفِك وَجـهٌ.... لسـتُ أخشى صَحيفَتي مِن سَوادِ
```